# Psolidium nigrescens
Psolidium nigrescens is een zeekomkommer uit de familie Psolidae.
De wetenschappelijke naam van de soort werd in 1938 gepubliceerd door Hubert Lyman Clark.